# 1989–1990-es magyar férfi kosárlabda-bajnokság
Az 1989–1990-es magyar férfi kosárlabda-bajnokság az ötvennyolcadik magyar kosárlabda-bajnokság volt. Huszonkét csapat indult el, a csapatok az előző évi szereplés alapján két csoportban (A csoport: 1-12. helyezettek, B csoport: 13-19. helyezettek plusz a három feljutó) két kört játszottak. Az alapszakasz után az A csoport 1-4. és 5-8. helyezettjei még két kört játszottak, majd play-off rendszerben játszottak a bajnoki címért. Az A csoport 9-12. és a B csoport 1-4. helyezettjei az egymás elleni eredményeiket megtartva a másik csoportból jövőkkel újabb két kört játszottak, majd két csoportban (9-10. és 15-16., valamint 11-14. helyezettek) még két kört (ide a pontokat nem vitték magukkal). A Videoton kiemelése miatt az egyik csoport csak háromcsapatos lett, ezért a két csoportelső és a négycsapatos csoport másodikja jutott egyből a jövő évi A csoportba, míg a négycsapatos csoport harmadikja és a háromcsapatos csoport másodikja játszott a 12. helyért. A B csoport 5-10. helyezettjei addigi eredményeiket megtartva még két kört játszottak, majd az első négy play-off rendszerben játszott a kiesés elkerüléséért, míg a másik kettő egyből kiesett.
A bajnokságot 22 csapatosra bővítették, ezért az előző évi két legjobb kieső (Hódmezővásárhelyi SVSE, Bázis Kaposvári KK) indulhatott.
A play-off előtt néhány nappal az Oroszlányi Bányász visszalépett, mivel a szövetség nem engedte tovább játszani a nem megfelelő csarnokában. Emiatt a ZTE játék nélkül jutott volna az elődöntőbe, de több csapat jelezte, hogy ez így nem igazságos, játék nélkül inkább a Csepel jusson tovább. Végül, hogy az összes párosítást ne kelljen megváltoztatni, az eredetileg az A csoport 9. helyén végzett Videotont jelölték ki a ZTE ellenfelének. Emiatt a 9-16. helyért folyó rájátszásban az egyik csoportban csak három csapat maradt, ezért ott is meg kellett változtatni a feljutás rendjét: a háromcsapatos csoport másodikja nem jutott automatikusan az A csoportba, hanem meg kellett mérkőznie a másik csoport harmadikjával.
A döntőben a Körmend és a ZTE meccsein minden alkalommal a vendégcsapat győzött.
A Bázis Kaposvári KK új neve Kaposcukor SE lett.

## Alapszakasz

### A csoport
| #   | Csapat                     | M  | Gy | V  | K+   | K-   | P  |
| --- | -------------------------- | -- | -- | -- | ---- | ---- | -- |
| 1.  | Csepel SC                  | 22 | 16 | 6  | 2021 | 1889 | 38 |
| 2.  | Oroszlányi Bányász         | 22 | 15 | 7  | 1874 | 1754 | 37 |
| 3.  | Tungsram SC                | 22 | 15 | 7  | 1939 | 1871 | 37 |
| 4.  | Atomerőmű SE               | 22 | 14 | 8  | 1907 | 1879 | 36 |
| 5.  | Körmendi Dózsa MTE         | 22 | 12 | 10 | 1874 | 1779 | 34 |
| 6.  | Zalaegerszegi TE-Heraklith | 22 | 11 | 11 | 2070 | 1959 | 33 |
| 7.  | Bp. Honvéd                 | 22 | 10 | 12 | 1906 | 1916 | 32 |
| 8.  | Bajai SK                   | 22 | 9  | 13 | 1935 | 1970 | 31 |
| 9.  | Videoton SC                | 22 | 9  | 13 | 1784 | 1837 | 31 |
| 10. | Szolnoki Olajbányász       | 22 | 9  | 13 | 1830 | 1901 | 31 |
| 11. | MAFC                       | 22 | 7  | 15 | 1796 | 2002 | 29 |
| 12. | Soproni SE                 | 22 | 5  | 17 | 1839 | 1920 | 27 |

### B csoport
| #   | Csapat                          | M  | Gy | V  | K+   | K-   | P  |
| --- | ------------------------------- | -- | -- | -- | ---- | ---- | -- |
| 1.  | Kaposcukor SE                   | 18 | 13 | 5  | 1656 | 1497 | 31 |
| 2.  | Dombóvári VMSE                  | 18 | 13 | 5  | 1707 | 1620 | 31 |
| 3.  | Alba Regia Építők               | 18 | 12 | 6  | 1574 | 1563 | 30 |
| 4.  | Szeged SC                       | 18 | 10 | 8  | 1572 | 1545 | 28 |
| 5.  | Pécsi VSK                       | 18 | 9  | 9  | 1505 | 1505 | 27 |
| 6.  | Hódmezővásárhelyi Spartacus VSE | 18 | 9  | 9  | 1351 | 1388 | 27 |
| 7.  | Nagykőrösi Konzervgyár KK       | 18 | 8  | 10 | 1560 | 1612 | 26 |
| 8.  | Dunai Kőolaj SK                 | 18 | 6  | 12 | 1527 | 1548 | 24 |
| 9.  | Deko SE                         | 18 | 5  | 13 | 1602 | 1677 | 23 |
| 10. | Kecskeméti SC                   | 18 | 5  | 13 | 1489 | 1589 | 23 |

* M: Mérkőzés Gy: Győzelem V: Vereség K+: Dobott kosár K-: Kapott kosár P: Pont

## Rájátszás

### 1–8. helyért

#### 1–4. helyért
| #  | Csapat             | M  | Gy | V  | K+   | K-   | P  |
| -- | ------------------ | -- | -- | -- | ---- | ---- | -- |
| 1. | Csepel SC          | 28 | 21 | 7  | 2569 | 2351 | 49 |
| 2. | Tungsram SC        | 28 | 19 | 9  | 2492 | 2349 | 47 |
| 3. | Oroszlányi Bányász | 28 | 17 | 11 | 2340 | 2307 | 45 |
| 4. | Atomerőmű SE       | 28 | 15 | 13 | 2427 | 2473 | 43 |

#### 5–8. helyért
| #  | Csapat                     | M  | Gy | V  | K+   | K-   | P  |
| -- | -------------------------- | -- | -- | -- | ---- | ---- | -- |
| 5. | Körmendi Dózsa MTE         | 28 | 15 | 13 | 2372 | 2288 | 43 |
| 6. | Zalaegerszegi TE-Heraklith | 28 | 15 | 13 | 2668 | 2486 | 43 |
| 7. | Bp. Honvéd                 | 28 | 14 | 14 | 2436 | 2414 | 42 |
| 8. | Bajai SK                   | 28 | 10 | 18 | 2428 | 2553 | 38 |

#### Play-off
Negyeddöntő: Csepel SC–Bajai SK 113–93, 82–104, 93–77 és Tungsram SC–Bp. Honvéd 88–79, 76–90, 73–77 és Zalaegerszegi TE-Heraklith–Videoton SC 111–76, 89–97, 98–68 és Atomerőmű SE–Körmendi Dózsa MTE 88–81, 72–86, 70–81
Elődöntő: Csepel SC–Körmendi Dózsa MTE 73–79, 77–79 és Zalaegerszegi TE-Heraklith–Bp. Honvéd 95–90, 77–75
Döntő: Körmendi Dózsa MTE–Zalaegerszegi TE-Heraklith 77–94, 84–68, 62–73, 87–78, 68–69
3. helyért: Csepel SC–Bp. Honvéd 95–86, 101–92, 85–86, 94–93
5–8. helyért: Tungsram SC–Videoton SC 83–90, 104–79, 82–79 és Atomerőmű SE–Bajai SK 85–91, 68–69
5. helyért: Tungsram SC–Bajai SK 91–76, 65–63, 88–86
7. helyért: Atomerőmű SE–Videoton SC 132–88, 84–80

### 9–16. helyért
| #   | Csapat               | M  | Gy | V  | K+   | K-   | P  |
| --- | -------------------- | -- | -- | -- | ---- | ---- | -- |
| 9.  | Dombóvári VMSE       | 14 | 10 | 4  | 1244 | 1180 | 24 |
| 10. | Szolnoki Olajbányász | 14 | 10 | 4  | 1180 | 1053 | 23 |
| 11. | Kaposcukor SE        | 14 | 8  | 6  | 1371 | 1343 | 22 |
| 12. | MAFC                 | 14 | 7  | 7  | 1286 | 1302 | 21 |
| 13. | Videoton SC          | 14 | 7  | 7  | 1202 | 1168 | 21 |
| 14. | Soproni SE           | 14 | 6  | 8  | 1220 | 1244 | 20 |
| 15. | Alba Regia Építők    | 14 | 4  | 10 | 1164 | 1290 | 18 |
| 16. | Szeged SC            | 14 | 4  | 10 | 1227 | 1324 | 18 |

#### A csoport
| #  | Csapat               | M | Gy | V | K+  | K-  | P  |
| -- | -------------------- | - | -- | - | --- | --- | -- |
| 1. | Szeged SC            | 6 | 5  | 1 | 575 | 491 | 11 |
| 2. | Dombóvári VMSE       | 6 | 4  | 2 | 471 | 757 | 10 |
| 3. | Szolnoki Olajbányász | 6 | 3  | 3 | 561 | 539 | 9  |
| 4. | Alba Regia Építők    | 6 | 0  | 6 | 510 | 630 | 6  |

#### B csoport
| #  | Csapat        | M | Gy | V | K+  | K-  | P |
| -- | ------------- | - | -- | - | --- | --- | - |
| 1. | Kaposcukor SE | 4 | 3  | 1 | 356 | 346 | 7 |
| 2. | Soproni SE    | 4 | 3  | 1 | 332 | 331 | 7 |
| 3. | MAFC          | 4 | 0  | 4 | 347 | 361 | 4 |

12. helyért: Soproni SE–Szolnoki Olajbányász 98–100, 76–98

### 17–22. helyért
| #   | Csapat                          | M  | Gy | V  | K+   | K-   | P  |
| --- | ------------------------------- | -- | -- | -- | ---- | ---- | -- |
| 17. | Hódmezővásárhelyi Spartacus VSE | 28 | 15 | 13 | 2223 | 2275 | 43 |
| 18. | Pécsi VSK                       | 28 | 13 | 15 | 2352 | 2369 | 41 |
| 19. | Dunai Kőolaj SK                 | 28 | 12 | 16 | 2379 | 2371 | 40 |
| 20. | Nagykőrösi Konzervgyár KK       | 28 | 11 | 17 | 2383 | 2486 | 39 |
| 21. | Kecskeméti SC                   | 28 | 11 | 17 | 2331 | 2359 | 39 |
| 22. | Deko SE                         | 28 | 10 | 18 | 2514 | 2596 | 38 |

17–20. helyért: Hódmezővásárhelyi Spartacus VSE–Nagykőrösi Konzervgyár KK 89–85, 80–88, 85–77 és Pécsi VSK–Dunai Kőolaj SK 67–72, 76–73, 72–79
17. helyért: Hódmezővásárhelyi Spartacus VSE–Dunai Kőolaj SK 95–89, 106–103
19. helyért: Pécsi VSK–Nagykőrösi Konzervgyár KK 78–89, 75–68, 101–74, 76–78, 95–81

## Díjak
| 58. Férfi Kosárlabda Magyar Bajnok        |
| Zalaegerszegi TE-Heraklith 2. bajnoki cím |